# Orthetrum migratum
Orthetrum migratum är en trollsländeart som beskrevs av Maurits Anne Lieftinck 1951. Orthetrum migratum ingår i släktet Orthetrum och familjen segeltrollsländor. IUCN kategoriserar arten globalt som livskraftig. Inga underarter finns listade i Catalogue of Life.